# Sotos y Riberas del Ebro
Sotos y Riberas del Ebro este o arie protejată (arie specială de conservare — SAC, sit de importanță comunitară — SCI, arie de protecție specială avifaunistică — SPA) din Spania întinsă pe o suprafață de 2.385,08 ha, integral pe uscat.

## Localizare
Centrul sitului Sotos y Riberas del Ebro este situat la coordonatele 42°24′40″N 2°11′59″W / 42.4112°N 2.1996°V.

## Înființare
Situl Sotos y Riberas del Ebro a fost declarat arie de protecție specială avifaunistică în august 2022 pentru a proteja 38 de specii de animale. Alte tipuri de protecție:
- sit de importanță comunitară (în aprilie 1999)
- arie specială de conservare (în februarie 2014)[1][3][4]

## Biodiversitate
Situată în ecoregiunea mediteraneană, aria protejată conține 5 habitate naturale: Matorral arborescenți cu Juniperus spp., Galerii de Salix alba și de Populus alba, Râuri mediteraneene cu debit permanent și vegetație de Glaucium flavum, Pseudostepă cu ierburi și specii anuale de Thero-Brachypodietea, Păduri de Quercus ilex și Quercus rotundifolia.
La baza desemnării sitului se află mai multe specii protejate:
- păsări (24): pescăruș albastru (Alcedo atthis), fâsă-de-câmp (Anthus campestris), Aquila fasciata, egretă mare (Ardea alba), stârc roșu (Ardea purpurea), buhai de baltă (Botaurus stellaris), buha (Bubo bubo), caprimulg (Caprimulgus europaeus), barză albă (Ciconia ciconia), șerpar (Circaetus gallicus), erete de stuf (Circus aeruginosus), egretă mică (Egretta garzetta), presură de grădină (Emberiza hortulana), șoim călător (Falco peregrinus), Galerida theklae, vulturul pleșuv sur (Gyps fulvus), acvilă pitică (Hieraaetus pennatus), gaia neagră (Milvus migrans), vultur egiptean (Neophron percnopterus), stârc de noapte (Nycticorax nycticorax), vultur pescar (Pandion haliaetus), ploier auriu (Pluvialis apricaria), Pyrrhocorax pyrrhocorax, silvie de tufiș (Sylvia undata)
- mamifere (7): castor (Castor fiber), vidră de râu (Lutra lutra), liliac cu aripi lungi (Miniopterus schreibersii), nurcă (Mustela lutreola), liliac cărămiziu (Myotis emarginatus), liliacul mediteranean cu potcoavă (Rhinolophus euryale), liliacul mic cu potcoavă (Rhinolophus hipposideros)
- nevertebrate (2): croitorul mare al stejarului (Cerambyx cerdo), fluturele auriu (Euphydryas aurinia)
- pești (3): Achondrostoma arcasii, Cobitis calderoni, Parachondrostoma miegii
- reptile (2): țestoasa de baltă (Emys orbicularis), Mauremys leprosa

Pe lângă speciile protejate, pe teritoriul sitului au mai fost identificate 6 specii de amfibieni, 5 specii de mamifere, 2 specii de nevertebrate, 2 specii de pești.